# Einar Holm (politiker)
Otto Einar Holm (i riksdagen kallad Holm i Gällivare), född 10 december 1876 i Luleå, död 1 augusti 1970 i Malmberget, var en svensk jägmästare och politiker (högerman). 
Einar Holm var riksdagsledamot i andra kammaren 1914–1917 för Norrbottens läns norra valkrets.